# 上海黄金置地大厦
黄金置地大厦是位於中華人民共和國上海市浦東新區陸家嘴金融貿易區的一個爛尾樓。該建築共有41层。最初由印尼籍华人王恒心旗下的上海王氏置业有限公司（後更名上海黄金置地有限公司）开发。1999年，王氏置业購得黄金置地大厦所在的地塊。2004年1月，黄金置地大厦开工建设。不過開發商也因拖欠银行高额贷款、拖欠工程款等被告上法庭。2007年，建築停工。自2009年开始，上海黄金置地公司又与大华银行、汇丰银行、新创机电工程有限公司等方面因合同纠纷而產生诉讼。而王恒心也沒有將該建築轉手給他人。2018年，當局在建築附近修建了围墙。